# جورج تاونسند (بهائي)
جورج تاونسند ولد في أيرلندا في يونيو 1876 و توفي في 25 مارس 1957.
وكان كاتبًا مشهورًا ورجل دين أنجليكاني اعتنق الديانة البهائية في سن السبعين. أطلق زعيم البهائية شوقي أفندي على تاونسند لقب يد الله وأحد أبرز ثلاثة شخصيات في المملكة المتحدة من أتباع الديانة البهائية.

## الإنجازات المبكرة
ذهب تاونسند إلى جامعة أكسفورد لفترة من الوقت، ثم عاد إلى أيرلندا حيث كان كاتبًا رئيسيًا لصحيفة The Irish Times من عام 1900 إلى عام 1904. وفي عام 1904 هاجر إلى الولايات المتحدة ورُسِم كاهنًا في مدينة سولت ليك. ثم ذهب إلى سيواني، تينيسي، حيث أصبح أستاذًا مشاركًا للغة الإنجليزية في جامعة الجنوب.

## العودة إلى أيرلندا
أمضى تاونسند سنوات عديدة بالقرب من باليناسلو، مقاطعة جالواي، حيث كان يشغل منصب رئيس شمامسة أهسكراغ وكلونفيرت. وفي هذه الأثناء حقق شهرة واسعة بفضل روايته "المذبح على الموقد" (1927) وعلى نطاق أوسع بفضل روايته "عبقرية أيرلندا" (1930) ثم انتقل إلى دبلن حيث أصبح قسيسًا في كاتدرائية القديس باتريك. لكن هذا لم يستمر إلا لفترة قصيرة قبل استقالته.

## الحياة البهائية
في عام 1918، بدأ تاونسند المراسلات مع عبد البهاء، زعيم الديانة البهائية. ثم تبنى تاونسند التعاليم البهائية في عمله كرجل دين أنجليكاني، بما في ذلك كتابته لكتابين، قلب الإنجيل ووعد كل العصور. وقد أدى هذا إلى تصاعد التوترات بين تاونسند ورجال الدين الآخرين، مما دفع شوقي أفندي، الزعيم الخليفة للديانة البهائية، إلى دعوة تاونسند إلى الاستقالة من منصبه كقسيس في كاتدرائية القديس باتريك.
في عام 1947، وفي سن السبعين، تخلى تاونسند عن أوامره الأنجليكانية وكتب كتيبًا إلى جميع المسيحيين تحت عنوان "الكنائس القديمة والإيمان العالمي الجديد"، والذي أُرسل إلى 10000 شخص في الجزر البريطانية بمناسبة استقالته. ثم انتقل بعد ذلك إلى منزل صغير خارج دبلن حيث أمضى العقد الأخير من حياته. كان تاونسند أحد الأعضاء المؤسسين للجمعية الروحية المحلية في دبلن، وفي عام 1951عُين من قبل شوقي أفندي، رئيس الدين آنذاك، كأحد أيدي قضية الله. وبهذا اللقب قدم خدمات كثيرة للدين، وخاصة في مجال الكتابة، حيث اعتبره شوقي أفندي "أفضل كاتب لدينا ... الكاتب البهائي البارز". كتب تاونسند مقدمة كتاب "يمر الله" الذي يروي أحداث القرن الأول للدين البهائي. في المقدمة كان أول بهائي يذكر مرسوم التسامح لعام 1844. كما أكمل تاونسند كتابًا آخر بعنوان "المسيح وبهاءالله"، والذي وصفه شوقي أفندي بأنه "إنجازه الأعظم" قبل وقت قصير من وفاة تاونسند بمرض باركنسون في عام 1957 عن عمر يناهز 81 عامًا.

## عائلة
كان لدى جورج زوجة اسمها نانسي، وابن اسمه برايان وابنة اسمها أونا. ساعدته أونا وبريان في كتابة "المسيح وبهاءالله" من خلال كتابة إملاءاته بينما كان يحتضر بسبب مرض باركنسون. توفي بريان في عام 1988 وأونا في عام 2003. تزوجت أونا من ريتشارد "ديك" دين، وهو بهائي وكان في وقت ما مسافرًا في هارلم غلوبتروترز، كما كانت عضوًا مؤسسًا في الجمعية الروحية المحلية في دبلن بالإضافة إلى كونها فارسة بهاء الله، وهو لقب يُمنح لأولئك البهائيين الذين كانوا أول من أقام في بلد ما، وكانت مالطا هي بلدها.

## أعمال
قال شوقي أفندي ذات مرة عن جورج تاونسند إنه يشعر "أن خدمات السيد تاونسند للدين يمكن تقديمها على أفضل وجه من خلال كتاباته عنه، لأنه من الواضح أنه يتمتع بقدرة متميزة في هذا الاتجاه..." (المصير المتكشف للجماعة البهائية البريطانية، ص 11). 198).
- Townshend، George (1966). Christ and Baháʼu'lláh. Oxford, UK: George Ronald. ISBN:0-85398-005-5. مؤرشف من الأصل في 2025-03-17.

يعتبر كتاب المسيح وبهاءالله جديرًا بالملاحظة بسبب التغييرات التي أجريت على الإصدار الأصلي للإصدارات اللاحقة المنشورة بعد وفاة شوقي أفندي. على سبيل المثال، تمت إزالة بيان حول " الوصي الأول والحالي" و أُستبدل قسم يناقش "سلالة الوصيين اللاحقين" بقسم يناقش "المؤسسات الموجهة إلهيًا" بشكل عام.
- Townshend، George (1957). Abdu'l-Baha: The Master. Oxford, UK: George Ronald. ISBN:0-85398-253-8.

- Townshend، George (1951) [1939]. Heart of the Gospel, The. Oxford, UK: George Ronald. ISBN:0-85398-020-9. مؤرشف من الأصل في 2025-03-29.

- Townshend، George (1972) [1948]. Promise of All Ages, The. Oxford, UK: George Ronald. ISBN:0-85398-044-6. مؤرشف من الأصل في 2025-03-06.

## روابط خارجية
- مقالة من مكتبة المراجع البهائية
- الكتب
- سيرة
- مقالة نعي أونا
- الإدخال في سجلات عائلة تاونسند (تاونسند)